# Malouf tunisien
Le malouf tunisien est l'un des principaux types de musique traditionnelle tunisienne. Type particulier de la musique arabo-andalouse, on peut la considérer comme le fruit d'une synthèse entre le fonds culturel propre à cette région — autrefois appelée Ifriqiya — et les apports andalous, orientaux, africains et méditerranéens.

## Histoire
Kairouan, capitale des Aghlabides et première ville religieuse du pays, cultive vers la fin du VIIIe siècle un art musical comparable à celui qui fleurit à Bagdad et son influence s'étend jusqu'à Fès (Maroc) en passant par Béjaïa, Constantine et Tlemcen en Algérie. C'est pourquoi l'illustre musicien Ziriab, fraîchement expatrié de Bagdad, en fait une longue étape de son voyage vers l'Occident (aux environs de 830) avant de s'établir à Cordoue où il fondera la première école de musique andalouse. Avec Ziriab, un style spécifique va naître en Andalousie, même si du fait de ses origines il demeure très marqué par l'Orient.
Au XIIIe siècle, sous les Hafsides, l'on voit arriver à Tunis quelque 8 000 réfugiés andalous chassés par les chrétiens qui ont entamé la reconquête de l'Espagne. Ils apportent avec eux un répertoire musical puisé aux sources du fonds maghrébin et qui s'est enrichi au cours des siècles passés en Andalousie. Les styles et les répertoires apportés par les immigrants andalous ne tardent pas à subir à leur tour l'influence locale et à se modifier au contact des autochtones. Dans ce contexte, la culture turque en Tunisie, devenue province de l'Empire ottoman en 1574, exerce une certaine influence. Le malouf intègre ainsi des formes musicales propres aux écoles orientales alors en plein essor (Istanbul, Alep, Damas et Le Caire) alors que les musiciens tunisiens adoptent l'oud et le qanûn.
Le malouf occupe dans la tradition musicale tunisienne une place privilégiée car il constitue une partie importante du patrimoine musical traditionnel et comprend aussi bien un répertoire profane (hazl) qu'un répertoire religieux (jadd) rattachés aux liturgies des différentes confréries. Il recouvre plusieurs formes de chant traditionnel classique : le mouachah, le zadjal, le shghul, le foundou et le bashraf. Mais la forme centrale du malouf est la nouba, terme désignant à l'origine la séance de musique et que l'on peut aujourd'hui traduire par « suite musicale ».

## Nouba, forme centrale du malouf tunisien
Selon al-Tifashi al-Gafsi (XIIIe siècle), la nouba se composait autrefois des pièces suivantes : le nashîd (récitatif), l'istihlâl (ouverture), le ‘amal (chant sur un rythme lourd), le muharrak (chant sur un rythme léger), le mouachah et le zadjal. Si l'on se réfère au cheikh Muhammad al-Dharif (XIVe siècle), les noubas enchaînaient autrefois quatorze modes musicaux différents : rahâwi, dhîl, ‘irâq, sikah, hsîn, rasd, raml al maya, nawâ, asba‘ayn, rasd al-dhîl, rmal, asbahân, mazmûm et mâya. C'est à Mohamed Rachid Bey, mélomane, oudiste et violoniste, que l'on doit d'avoir remanié et fixé le répertoire des noubas tunisiennes : il en arrange les différentes parties et y ajoute des pièces instrumentales d'inspiration turque. On lui attribue également la composition de la majeure partie des pièces instrumentales des noubas, à savoir les ouvertures (istiftâh et msaddar) et les intermèdes (tûshiya et fârigha). Treize noubas ont pu ainsi être consignées et travaillées dans treize des modes musicaux mentionnés ci-dessus (à l'exception de la nouba rahâwi, que la tradition orale n'a pas su faire parvenir jusqu'à nos jours).
De nos jours, la nouba se présente comme une composition musicale construite sur un mode principal dont elle prend le nom et formée d'une suite de pièces vocales et instrumentales exécutées selon un ordre convenu. La structure de la nouba tunisienne met ainsi en évidence divers effets de contraste et de symétrie qui se manifestent entre ses parties ou au sein de chacune d'entre elles. Ainsi, la première partie privilégie les rythmes binaires et la seconde les rythmes ternaires. Chaque partie commence sur des rythmes lents pour se terminer sur des rythmes vifs. De même, cette alternance de rythmes lents et allègres peut se reproduire au sein des pièces elles-mêmes.
Les noubas puisent dans les formes poétiques du genre classique (qasida) ou post-classique (mouachah et zadjal). Les abyat par lesquels commence la partie chantée de la nouba, généralement au nombre de deux, sont en arabe littéral. Les autres parties chantées sont en dialecte tunisien, en arabe littéral ou en une combinaison des deux. Les thèmes de prédilection de ces poèmes sont l'amour, la nature, le vin ainsi que d'autres thèmes ayant trait à la vie mondaine. Certains khatm abordent cependant des sujets religieux, prônant la piété et implorant la clémence divine. Les textes des noubas sont anonymes pour la plupart.
Les noubas sont habituellement exécutées par de petites formations musicales comprenant des instruments à cordes dont les principaux sont l'oud tunisien qui diffère du luth oriental par sa forme plus allongée et son nombre de cordes, le rbâb (également appelé rabâb, rabâb maghrébin ou rebec) à deux cordes en boyau montées sur une caisse monoxyle, le violon introduit dès le XVIIIe siècle et enfin le qanûn. Les orchestres comprennent également un instrument à vent, le ney, et des instruments à percussion : nagharât (en) (ou naqarât), târ et plus récemment darbouka. Les petites formations tendent à disparaître, cédant la place à des orchestres plus massifs comprenant une quinzaine d'instrumentistes et une dizaine de choristes. L'utilisation des instruments à cordes d'origine européenne à côté des instruments traditionnels et la notation de la musique, nécessaire aux grandes formations, ont conféré à l'interprétation du malouf une âme et une dimension nouvelles.
Les noubas, pièces maîtresses du patrimoine traditionnel, sont toujours exécutées dans les concerts publics et à l'occasion des fêtes familiales, plus particulièrement en milieu urbain. Des villes ayant connu une concentration de réfugiés andalous (comme Testour ou Soliman) perpétuent cette tradition. De nos jours, la nouba, de par ses évocations nostalgiques, passe par une phase de renaissance auprès des diasporas tunisiennes de France et d'Italie qui aiment l'idée de faire revivre des instruments en voie de disparition et qui y voient également une opportunité de renouer avec l'identité culturelle de leur pays d'origine.

## Autres formes traditionnelles
Le zadjal ou zajal est une forme musicale traditionnellement chantée en arabe dialectal. Le zajal se caractérise par sa structure strophique et son utilisation fréquente de rimes internes. Les thèmes abordés sont variés, allant de l'amour à la nature, en passant par l'ivresse, la nostalgie de l'Andalousie, ou encore des thématiques philosophiques. Parmi les exemples, on peut trouver Ah Ala Ma Fat (آه على ما فات) ou encore Dir el Moudem fel Kess (دير المدام في الكأس). Le rythme peut être libre ou suivre des motifs métriques spécifiques, ajoutant à sa diversité expressive. Le zadjal joue un rôle crucial dans le malouf en permettant aux chanteurs de démontrer leur virtuosité vocale et leur créativité poétique.
Le shghul (شغل) est une forme caractérisée par un style rythmique et mélodique distinct et élaboré. Littéralement, shghul signifie « ouvrage » ou « travail bien fait », reflétant la minutie et le soin apportés par les compositeurs à sa construction mélodique et rythmique. Parmi les shghul les plus connus, il est possible de citer Yala Qawmi Dhayaouni (يال قومي ضيّعوني) ou encore Refkan Malika el-Hosni (رفقا ملك الحسن). Cette forme musicale chantée est marquée par des variations modales et rythmiques, y compris des rythmes impairs comme le 5/8 ou le 7/8. Le shghul se distingue par sa richesse ornementale et ses aspects novateurs, tout en restant proche du style noble de la nouba. Des musiciens comme Ahmed el-Wafi et Khemaïs Tarnane ont innové dans cette forme, ouvrant le malouf tunisien à des influences extérieures tout en restant fidèles à l'esprit de synthèse musical tunisien.
Le foundou (فوندو)  désigne une forme caractérisée par sa profondeur et son authenticité. Le terme vient de l'italien fondo, signifiant « profond ». Ce genre musical se distingue par une structure typique avec des couplets (adwār) et un refrain (radda), intégrant une variété de rythmes comme le mdawar hawzi ou le btayhi. Utilisant l'arabe dialectal, le foundou a joué un rôle important dans la diffusion du malouf à un public plus large. Des exemples célèbres de foundou incluent Chouchana (شوشانة) et Namayt nam el-mkhalil (نمّيت نم المخاليل), qui témoignent de l'intégration des traditions classiques et populaires tunisiennes. Bien qu’étant des foundous, des chansons populaires comme Ya khil Salem ou Frag Ghezali ne sont pas considérés par les musicologues comme faisant partie du malouf tunisien. Toutefois, comme pour les foundous du malouf, leur interprétation s'accompagne souvent d'une ou plusieurs pièces de malouf à la fin, généralement un barwel ou un khatm.
Le bashraf est une pièce caractérisée par un rythme libre et une exécution à l'unisson strict. Bien que son origine soit ottomane, la version tunisienne du bashraf intègre des instruments accordés de manière typiquement tunisienne et reste profondément ancrée dans le genre arabo-andalou. Contrairement au peshrev oriental, qui est construit sur des rythmes à longues périodes, le bashraf tunisien utilise des rythmes généralement plus courts et est composé de deux parties principales séparées par des improvisations de genre istikhbar ou taqsim. La première partie, la badaniyyah, est composée de phrases de longueur inégale, tandis que la deuxième partie, le harbi, est jouée sur une cadence plus rapide. Le bashraf tunisien, bien qu'inspiré par son ancêtre ottoman, a évolué pour adopter des caractéristiques distinctes et s'adapter aux spécificités du malouf tunisien, notamment à travers des variations introduites par la transmission orale. Un exemple typiques de bashraf est donné par le Bashraf nawa (بشرف نوى).